# エクルズ子爵
エクルズ子爵（英語: Viscount Eccles）はイギリスの子爵位。連合王国貴族。デイビッド・エクルズが1964年に叙されたのに始まる。

## 歴史
デイビッド・エクルズ(1904-1999)は保守党の有力な政治家で、教育相や労働相など閣僚職を歴任したのちの1962年8月1日にウィルトシャー州シュートのエクルズ男爵（Baron Eccles, of Chute in the County of Wiltshire ）に叙された。ついで1964年1月14日にはウィルトシャー州シュートのエクルズ子爵（Viscount Eccles, of Chute in the County of Wiltshire ）に昇叙した。この2つの爵位は、いずれも連合王国貴族爵位である。
その後初代子爵の死去に伴い、彼の息子が1999年にその爵位を襲っており、2代子爵ジョン(1931-)は同年に制定された貴族院法以降も世俗貴族として在籍し続けた92人の一人である。 
なお、2代子爵の妻ダイアナ・エクルズは1990年に一代貴族としてノースヨクシャー州モールトンにおけるモールトンのエクルズ女男爵（Baroness Eccles of Moulton, of Moulton in the County of North Yorkshire ）を創設しており、夫妻ともに貴族院に籍を置いている珍しい事例である。
ノースヨークシャー州リッチモンド近郊のモールトンにあるモールトンホールは現在ナショナルトラストの管理下にあるため、エクルズ卿とその家族は同邸宅を賃貸する形で居住している。

## エクルズ子爵（1964年）
- 初代エクルズ子爵デイビッド・マックアダム・エクルズ（英語版） (1904–1999)
- 第2代エクルズ子爵ジョン・ドーソン・エクルズ（英語版）(1931-)

法定推定相続人は当代子爵の長男であるウィリアム・デイビッド・エクルズ閣下 (1960-)。